# Ciladas
Ciladas is een plaats (freguesia) in de Portugese gemeente Vila Viçosa en telt 1150 inwoners (2001).